# Żywiec (öl)

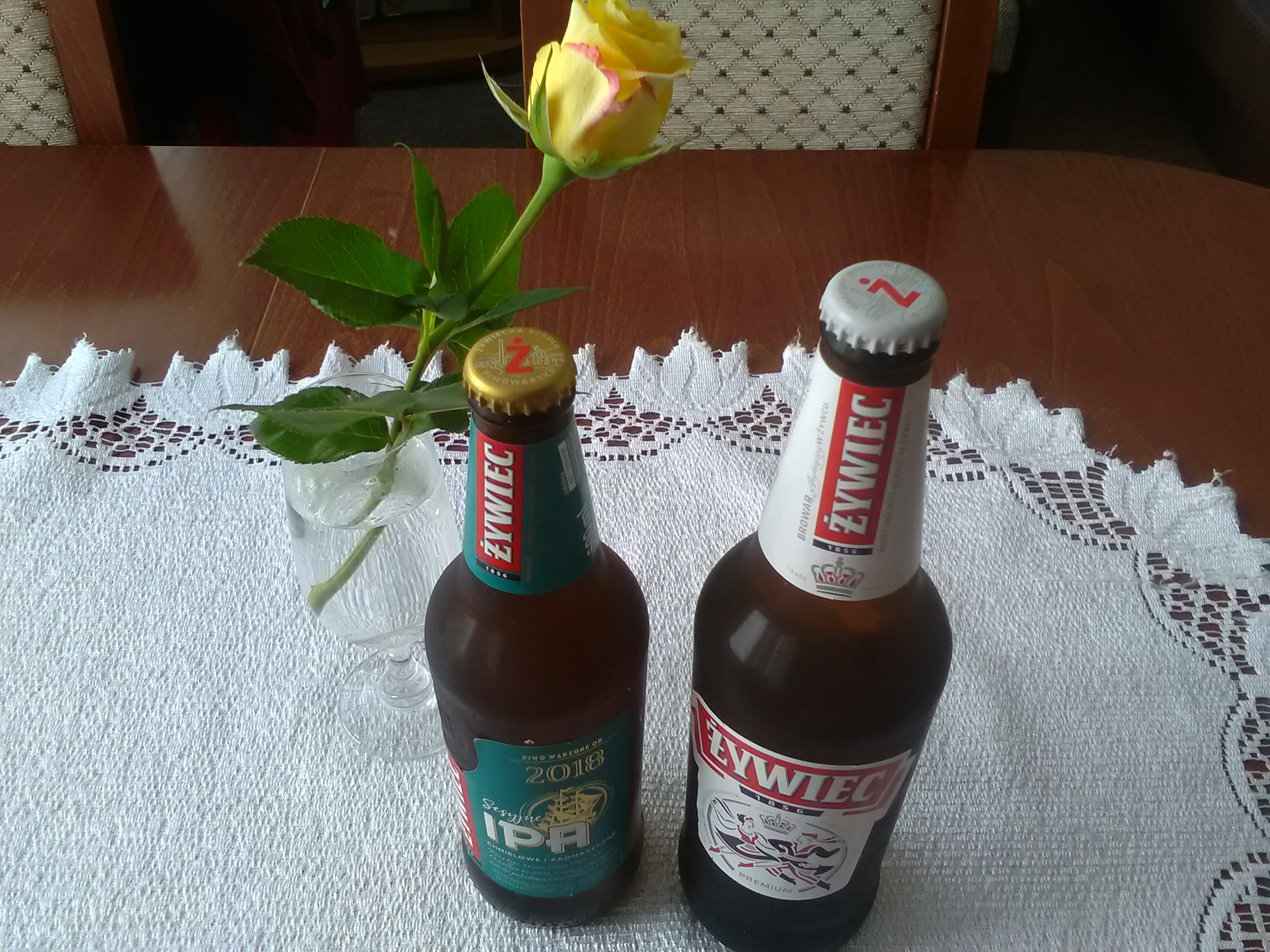
Två flaskor Żywiec

Żywiec är ett polskt öl som introducerades år 1856 i Żywiec Bryggerier i staden Żywiec. 
Studier har visat att 43% av den polska befolkningen anser Żywiec vara landets nationalöl. Ölen har belönats med priser som Superbrand och Premium Brand.
Ölen finns att köpa på flaska om 33, 50 samt 65 cl och som burk på 50 cl. Det vanligaste typen är Żywiec 5,6% alkohol. Andra typer är Żywiec Lågalkohol på 1,1% samt Żywiec Porter, som är ett mörkt öl på 9,5% alkohol.